# محمدداوود سلطان‌زوی
محمد داوود سلطان‌زوی، زادهٔ سال ۱۹۵۳ میلادی در ولایت غزنی و یک سیاستمدار افغانستانی است.

سلطان‌زوی مدتی در کشور آمریکا زندگی کرده‌است و از قوم پشتون است.
او در دورهٔ قبلی ولسی جرگهٔ افغانستان به عنوان وکیل از ولایت غزنی به این مجلس راه یافت و به عنوان رئیس کمیسیون اقتصادی ولسی جرگه کار کرد.
اما پس از آنکه نتوانست وارد مجلس دوم شود، گردانندگی یک برنامهٔ بحث به نام «داوود سلطان‌زوی» را در تلویزیون خصوصی طلوع بر عهده گرفت.
سلطان‌زوی در سال‌های اخیر به عنوان صاحب‌نظر، حضور پررنگی در رسانه‌های داخلی و بین‌المللی داشته‌است.
او پیش‌تر به عنوان خلبان در شرکت هواپیمایی آریانا افغان هوایی کار می‌کرد.

## فعالیت‌ها
در ائتلاف‌های صورت گرفته برای دور دو انتخابات ریاست جمهوری افغانستان، داوود سلطان‌زوی نامزد دور نخست انتخابات ریاست جمهوری که رأی کافی نیاورد از اشرف غنی احمدزی نامزد برای دور دو انتخابات، پشتیبانی خویش را اعلام کرد و به تیم انتخاباتی اشرف غنی احمدزی پیوست. وی از مردم خواست تا در دور دو انتخابات ریاست جمهوری، به اشرف غنی رأی بدهند.

### رسیدن به سمت شهرداری کابل
بعدها اشرف غنی طی فرمانی، محمد داوود سلطان‌زوی را به سمت شهردار کابل گماشت، سلطان‌زوی در سال‌های پیش‌ازاین نیز، به‌عنوان مشاور ارشد رئیس‌جمهور اشرف غنی، ایفای وظیفه نموده بود.

## https://www.afghanpaper.com/nbody.php?id=69186
- اشرف غنی را من رئیس‌جمهور می‌سازم!
- محمد داوود سلطان زوی به‌عنوان شهردار کابل گماشته شد
- داوود سلطان زوی بحیث شهردار کابل تعیین گردید چهارشنبه ۱۳ حمل ۱۳۹۹